# Trompe-l'œil au sous-verre avec le portrait du peintre Swebach
Trompe-l'œil au sous-verre avec le portrait du peintre Swebach. appelé aussi Trompe-l’œil aux dessins et aux savoyards est un tableau de Louis-Léopold Boilly qu'il réalise vers 1805.

## Description
Le tableau représente des dessins et peintures en trompe-l'œil.
- En bas à gauche une esquisse d'un portrait du peintre Jacques François Joseph Swebach-Desfontaines (1769-1823).

Ce tableau est conservé au musée du Louvre.

### Dessins et peintures représentés sur le tableau en trompe-l’œil

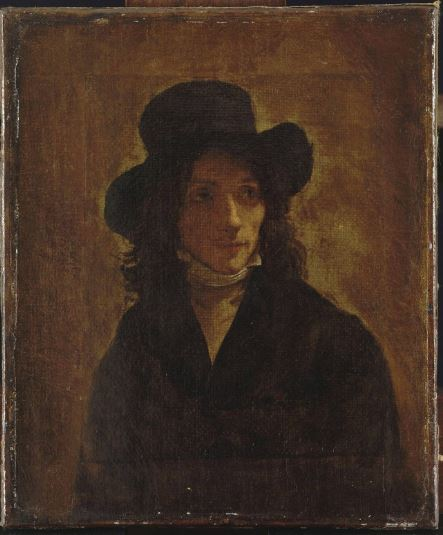
Portait de Jacques François Joseph Swebach-Desfontaines par Louis-Léopold Boilly.